# Chute d'eau de Nachi
La chute d'eau de Nachi (那智の滝, Nachi no taki), ou plus familièrement Ichi no taki (« la première des cascades »), est une des plus imposantes cascades du Japon, mais c'est aussi un lieu sacré du shinto et du bouddhisme. Elle est située sur la commune de Nachikatsuura dans la préfecture de Wakayama, péninsule de Kii, sur la Nachi-gawa.

## Géographie
La cascade de Nachi est l’une des quarante-huit chutes de la Nachi-gawa, dans la péninsule de Kii, sur le territoire du parc national de Yoshino-Kumano. C’est l’une des plus imposantes cascades du Japon, avec ses 133 mètres de haut pour 13 mètres de large environ.

## Lieu sacré
La cascade est un lieu important des religions shinto et bouddhiste, attirant de nombreux visiteurs chaque année. Aux environs du Xe siècle, trois grands sanctuaires liés aux montagnes alentour se rapprochent pour former le complexe religieux Kumano Sanzan : le Kumano Hongū taisha, le Kumano Hayatama-taisha et le Kumano Nachi taicha (« Kumano » étant l’ancien nom de la région), auxquels il faut encore ajouter les temples bouddhistes Seiganto-ji et Fudarakusan-ji. Pour le shinto, la cascade héberge un kami et est le cœur spirituel de toutes les montagnes environnantes. Un festival a lieu tous les ans, le 14 juillet, il guide les kami de tout le Japon vers la cascade pour un rite purificateur. Dans les écoles bouddhistes de l’époque, notamment Shingon, Tendai et de la Terre pure (jōdo), la chute est associée à Kannon, et un culte au Bouddha Amida y est également rendu. Au XIIIe siècle, la légende dit que le moine Ippen à la suite d'une révélation du Bouddha, décide de fonder l’école Ji-shū, branche de la Terre pure encore bien ancrée de nos jours au Japon. Ce complexe un haut lieu de pèlerinage.

## Dans les arts
De par ses proportions inhabituelles et les valeurs spirituelles qui y sont attachées, la cascade fut souvent représentée en peinture japonaise, il figure sur des mandalas, un emaki de l’Ippen hijiri-e (1299) ou sur un kakemono de Ike no Taiga (1770). Toutefois, l’œuvre la plus célèbre est peut-être le kakemono sur soie de La Cascade de Nachi datant du XIIIe siècle (trésor national du Japon) ; bien qu’inspiré par l’art du paysage chinois, il est empreint de mythologie shinto. Il représente une haute colonne blanche qui se précipite sur des rochers entourés de majestueux cyprès,. 
La cascade est notamment décrite dans le Heike monogatari (Dit des Heike).

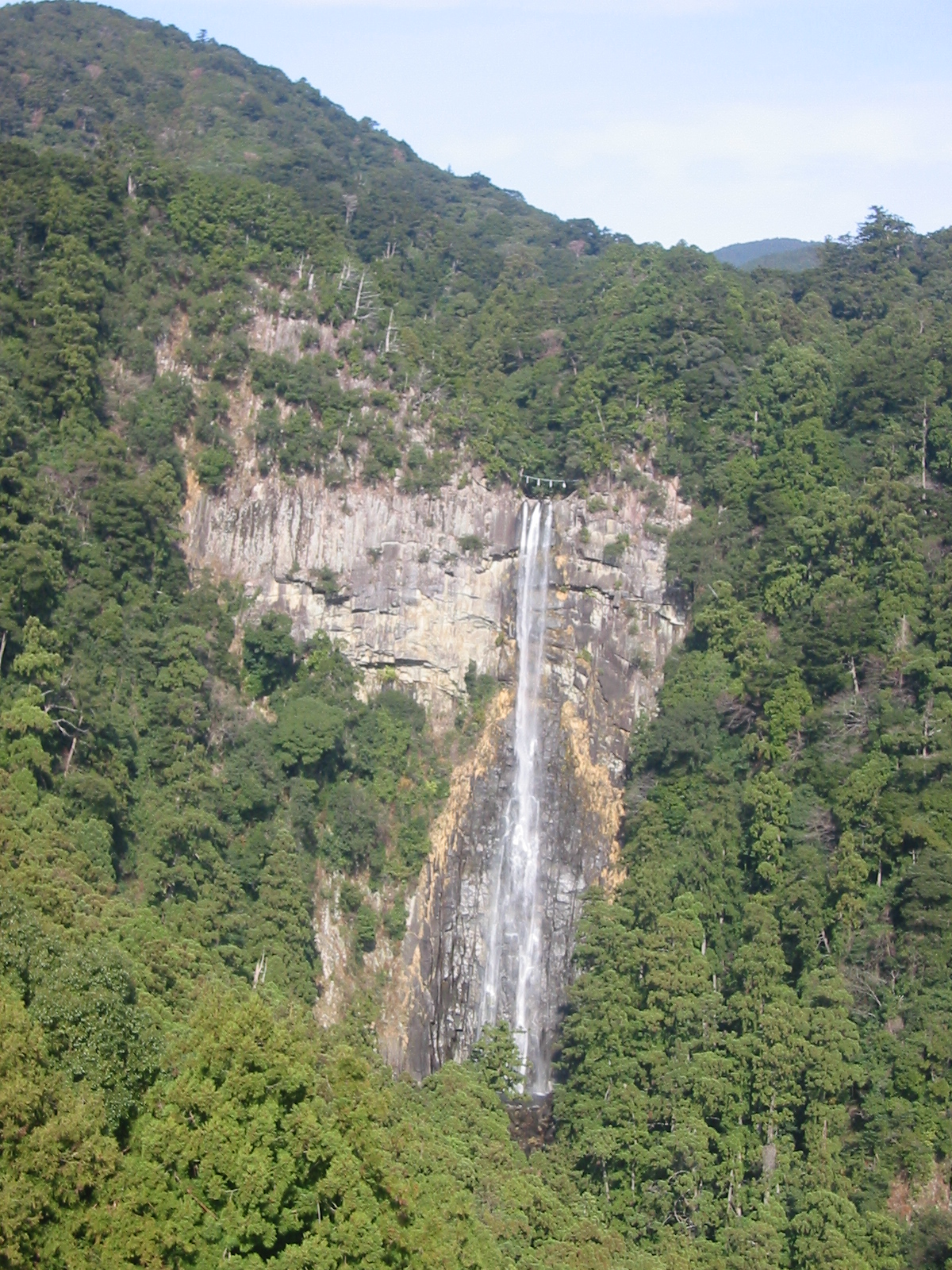
La chute vue de plus loin.
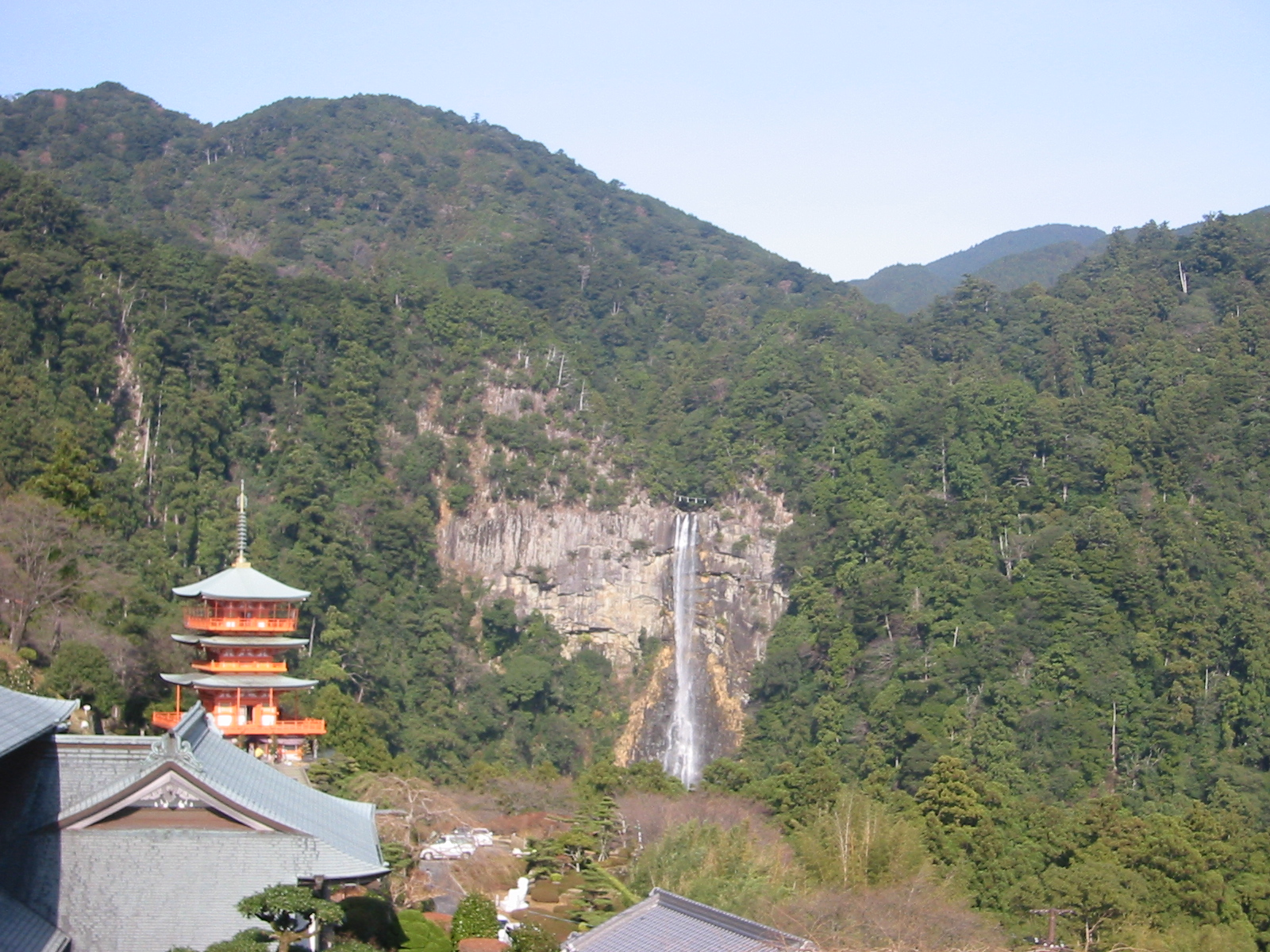
Chute d'eau de Nachi avec le temple bouddhiste Seiganto-ji au premier plan.
Kakemono de la Cascade de Nachi, XIIIe siècle.

## Sources et références
1. ↑  (en) Japan Atlas: Nachi Falls, web-japan.org
2. ↑  (en) Kumano Sanzan, Tanabe City Kumano Tourism Bureau
3. 1 2  (en) Jeremy Roberts, Japanese Mythology A to Z, Infobase Publishing, 2009, 2e éd., 138 p. (ISBN 978-1-60413-435-3, lire en ligne), p. 85
4. ↑  (en) Satō Masato, Kumano Shinkō sur l’encyclopédie du shinto, université Kokugakuin
5. ↑  (en) Elizabeth Ten Grotenhuis, Japanese mandalas : representations of sacred geography, University of Hawaii Press, 1999, 227 p. (ISBN 978-0-8248-2081-7, lire en ligne), p. 85
6. ↑  Christine Shimizu, L’art japonais, Flammarion, coll. « Tout l’art », 2001, 448 p. (ISBN 978-2-08-013701-2), p. 193-6
7. ↑  (en) Penelope E. Mason et Donald Dinwiddie, History of Japanese art, Pearson Prentice Hall, 2005, 432 p. (ISBN 978-0-13-117601-0), p. 332
8. ↑  Théo Lésoualc’h, La Peinture japonaise, vol. 25, Lausanne, Éditions Rencontre, coll. « Histoire générale de la peinture », 1967, p. 42
9. ↑  Miyeko Murase (trad. de l'anglais), L’art du Japon, Paris, Éditions LGF - Livre de Poche, coll. « La Pochothèque », 1996, 414 p. (ISBN 2-253-13054-0), p. 162-163